# Bayek di Siwa
(Bayek di Siwa)
Bayek di Siwa (Siwa, 10 agosto 85 a.C.–?), conosciuto successivamente come Amun, è un personaggio immaginario della serie videoludica Assassin's Creed ed è il protagonista di  Assassin's Creed: Origins.
Nato nell'oasi di Siwa, Bayek visse durante gli ultimi anni del Regno tolemaico, prima della sua annessione all'Impero romano. L'ultimo dei medjay, dopo la morte del figlio viaggia per l'Egitto alla ricerca dei responsabili della sua morte, insieme a sua moglie Aya. Durante la sua vendetta viene a conoscenza dell'Ordine degli Antichi, e fonda, insieme alla moglie, gli Occulti, precursori degli Assassini.

## Creazione e sviluppo

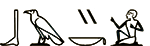
Il nome di Bayek scritto in geroglifici egizi, presentato in gioco e durante la promozione del videogioco

Il nome del protagonista, Bayek, gioca sulla parola egizia per falco o avvoltoio, in linea con la tradizione di dare al protagonista il nome di un rapace. Bayek condivide una relazione simbiotica con la sua aquila, Senu, che lo aiuta nella ricognizione. Senu è considerata la precorritrice vivente dell'Occhio dell'Aquila della serie, e ha il potere di distrarre e attaccare i nemici. Per la maggior parte del gioco, Bayek non è un assassino ma un medjay, un uomo noto e rispettato nella società egiziana antica, e come tale non è comune per lui muoversi nell'ombra o mescolarsi con la folla, come accadeva per i protagonisti dei titoli precedenti. In qualità di protagonista, Bayek fa da lente attraverso la quale il giocatore osserva l'importanza della regione e dei rituali nella vita quotidiana e le problematiche sociali dell'Egitto tolemaico, come il conflitto sociale tra i nativi egizi e i greci. Il viaggio narrativo di Bayek svela l'origine di alcuni marchi di fabbrica della serie, come il rituale della piuma, il taglio del dito e il salto della fede.
Jean Guesdon, direttore creativo di Origins, sottolineò come un approccio olistico fosse essenziale al fine di creare un mondo di gioco autentico, evidenziando come i «piccoli dettagli lo aiutino a farlo sentire reale». Ciò significava che ciascun gruppo coinvolto nello sviluppo, compresi audio, animazione, narrativa e design dei livelli, doveva imparare quanto più possibile sulla storia dell'antico Egitto, permettondo loro di integrare la cultura di quel tempo nel gioco. Uno di modi in cui si fece questo è attraverso il sistema delle missioni, che permette al giocatore di apprendere caratteristiche della civiltà egizia attraverso i rapporti tra Bayek e gli abitanti. Per esempio, la missione "Promessa di Bayek", che prevede di trovare dodici cerchi di pietre sparsi nel mondo, permette ad ogni cerchio trovato di ascoltare una conversazione tra Bayek e suo figlio Khemu; queste conversazioni trattando temi come l'amore, la famiglia e il lutto, legati a una specifica divinità rappresentata in una costellazione, fornendo conoscenze sulle credenze religiose e la cultura della famiglia. Secondo Guesdon, lo scopo di presentare queste missioni secondarie e personaggi non giocanti complessi con una storia personale è quello di rinforzare la connessione tra il giocatore e l'antico Egitto e, concentrandosi sul raccontare storie personali, il gruppo di scrittura costruì così la propria interpretazione della cultura egizia in quasi ogni missione del videogioco.
Mentre l'arco narrativo di Bayek è costellato dai temi di vendetta, disordine politico e guerra civile, gli sviluppatori si concentrarono sul non perdere di vista la personalità del protagonista. Bayek è descritto come più maturo e stoico rispetto ai precedenti protagonisti, tuttavia è anche raffigurato come una persona schietta. È spesso visibile la sua natura giocosa e amorevole in particolare nei confronti dei bambini e dei gatti, anche se porta e ricorda spesso il dolore della perdita del figlio.
Nel luglio 2020, in un rapporto di Jason Schreier per Bloomberg viene affermato che Bayek avrebbe dovuto essere ucciso o neutralizzato all'inizio del gioco, concentrando il resto della narrazione principale su Aya. Una scrittrice senior del gioco, Jana Sloan van Geest, rispose ai commenti degli appassionati circa quel rapporto e spiegò che amava Bayek come personaggio, e ammise che il personaggio di Aya fosse «sotto-sviluppato», confermando, come riportato da Bloomberg, che il suo ruolo venne ridotto durante lo sviluppo.

## Biografia
In Assassin's Creed: Origins, il giocatore vive la vita di Bayek come parte di una simulazione interpretata da un'altra protagonista del gioco, Layla Hassan, attraverso un dispositivo Animus modificato. Bayek appare per la prima volta come un individuo vendicativo che assassina un uomo noto come Rudjek, "l'Airone". Si riunisce con il suo migliore amico Hepzefa e torna nella sua città natale, Siwa, per uccidere Medunamun, un sacerdote locale noto come "l'Ibis", che torturava gli abitanti del luogo per ottenere informazioni utili ad aprire una cripta sotterranea nel Tempio di Amon. In seguito, in una sequenza di analessi, viene rivelato che Bayek è un membro importante della società egiziana grazie al suo status di ultimo dei Medjay, e che è stato rapito insieme al figlio Khemu da un gruppo di uomini mascherati e portato nella stessa cripta che Medunamun sta cercando di aprire nel presente. Gli uomini mascherati hanno dato a Bayek un artefatto dormiente e gli hanno ordinato di usarlo per aprire la cripta, altrimenti avrebbero ucciso Khemu. Mentre gli uomini mascherati non guardavano, Khemu aiutò Bayek a fuggire, ma nella lotta che ne seguì, uno degli uomini mascherati fece accidentalmente in modo che Bayek pugnalasse Khemu con un coltello prima di stordirlo e lasciarlo morto. In seguito all'incidente, Bayek si auto-impose un esilio di un anno, pianificando la vendetta contro i suoi rapitori.
Dopo aver ucciso Medunamun, Bayek si reca ad Alessandria, dove si riunisce con la moglie Aya. Aya rivela di aver già ucciso Atteone "l'Avvoltoio" e Ktesos "l'Ariete", lasciando un solo obiettivo da affrontare: "Il Serpente". Bayek identifica lo scriba reale Eudoro come il Serpente e lo uccide, ma è sconvolto dalle ultime parole di Eudoro, che lasciano intendere che ci sono altri uomini mascherati. Aya indirizza Bayek dal suo amico Apollodoro di Sicilia per avere maggiori informazioni. Apollodoro lo presenta alla spodestata regina egiziana Cleopatra, che conferma che gli uomini mascherati sono membri dell'Ordine degli Antichi, la stessa organizzazione che l'ha destituita dal trono e che cerca di controllare tutto l'Egitto usando suo fratello Tolomeo XIII Teo Filopatore come burattino.
Cleopatra assegna a Bayek quattro nuovi obiettivi: "lo Scarabeo" Taharqa, "la Iena" Khaliset, "la Lucertola" Hetepi e "il Coccodrillo" Berenice. Mentre Bayek si mette alla ricerca e uccide i suoi nuovi bersagli, Aya convince Pompeo il Grande ad allearsi con Cleopatra. Bayek riceve una lettera da Aya che spiega che ci sono altri membri dell'Ordine in libertà, compresi i membri della guardia reale di Tolomeo che sono i probabili responsabili della morte di Khemu. Bayek inizia a dubitare della sua missione, ritenendo che Cleopatra lo stia usando solo per uccidere i suoi rivali. Pompeo viene assassinato da Lucio Settimio, "lo Sciacallo", costringendo Bayek e Aya a far entrare Cleopatra di nascosto a palazzo per incontrare Giulio Cesare, dove fa colpo su Cesare e si assicura il suo appoggio nella sua guerra civile contro Tolomeo. Durante una battaglia tra i due faraoni rivali e le loro forze, Bayek uccide Potino, "lo scorpione", ma Cesare gli impedisce di uccidere Settimio, mentre Tolomeo viene divorato dai coccodrilli quando cerca di fuggire attraverso il Nilo. Dopo la guerra civile, Cleopatra si assicura il trono come sovrana indiscussa e taglia i ponti con Bayek e Aya, che si rendono conto che Cleopatra e Cesare sono ora alleati dell'Ordine. Bayek riunisce i suoi alleati e sostenitori per formare una confraternita di agenti segreti per contrastare l'Ordine e difendere il libero arbitrio del popolo egiziano attraverso l'inganno, lo spionaggio e il sabotaggio.
Bayek e Aya scoprono poi l'interesse dell'Ordine per la tomba di Alessandro Magno, dove trovano un Apollodoro ferito a morte. Apollodoro li avverte che il luogotenente di Cesare Flavio Metello è il vero capo dell'Ordine, noto come "il Leone", e che ha preso la Sfera e il Bastone di Alessandro dalla tomba ed è partito per Siwa. Arrivato a Siwa, apre la cripta segreta di Siwa e uccide Hepzefa che cercava di fermarlo; successivamente, Flavio si reca a Cirene, dove attiva gli artefatti per tenere in pugno la popolazione. Bayek individua e uccide Flavio. Dopo aver incontrato Aya e averla aggiornata della morte di Flavio, i due decidono di porre fine alla sua relazione coniugale in termini amichevoli, dopo che entrambi sono giunti alla conclusione di non poter più tornare alle loro vecchie vite per dedicare la vita alla nuova confraternita e al credo. La confraternita fondata da Bayek e Aya con il nome di Ordine degli Occulti, è l'organizzazione che nei secoli successivi sarebbe diventata l'Ordine degli Assassini.